# Hipótese da arma de clatratos
A hipótese da arma de clatratos (em inglês clathrate gun hypothesis) é uma teoria científica que sustém que o aumento da temperatura do mar pode dar lugar a uma libertação repentina do metano que forma parte dos compostos de clatratos de metano situados nos fundos oceânicos. Isto provocaria uma alteração do meio ambiente dos oceanos e da atmosfera da Terra, similar à que pôde ter acontecido segundo a teoria de extinção Permiano-Triássica, e no Máximo térmico do Paleoceno-Eoceno.

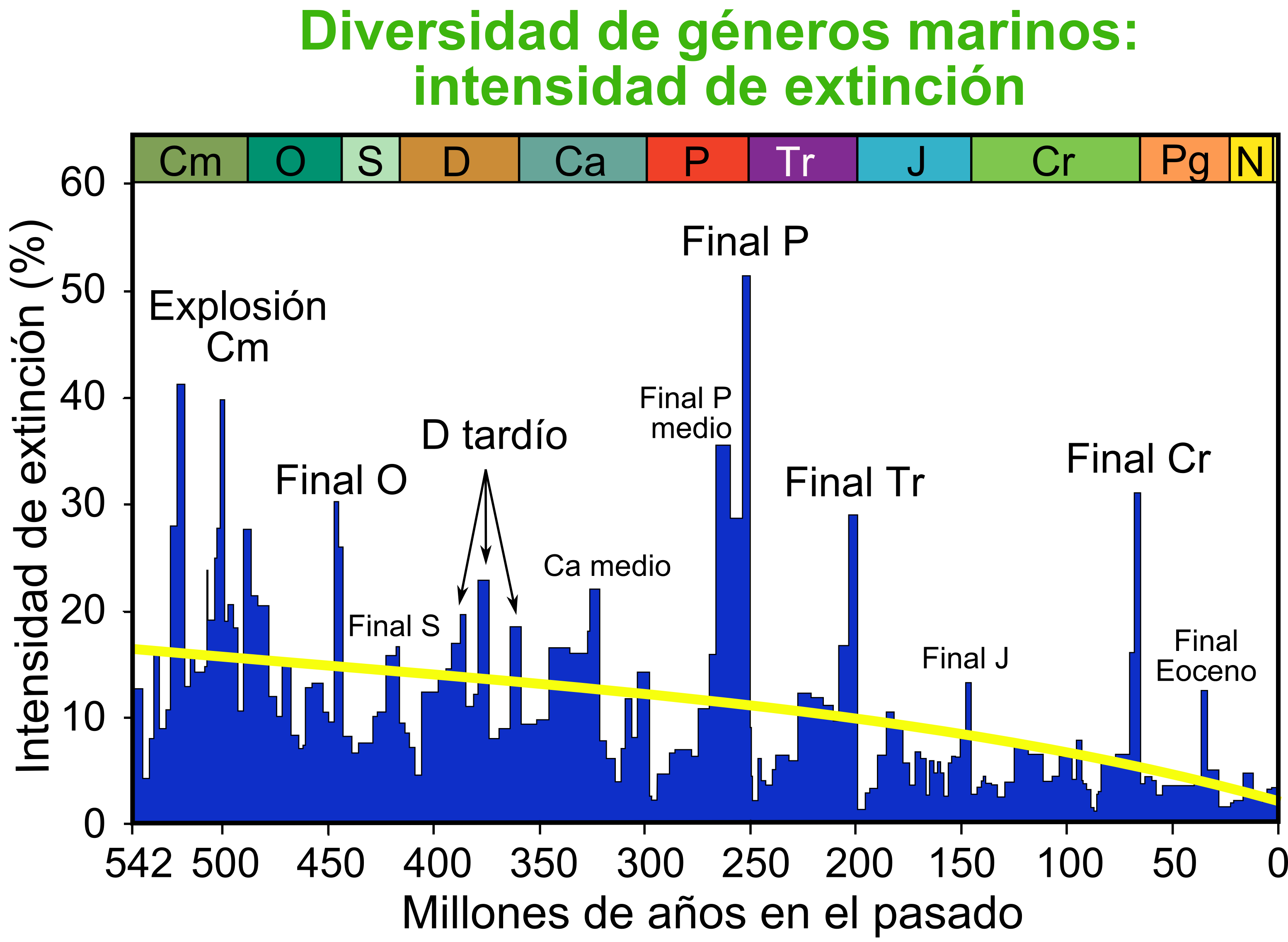
A extinção maciça do Pérmico-Triássico assinalada como "Final P" no gráfico

## Clatratos de metano

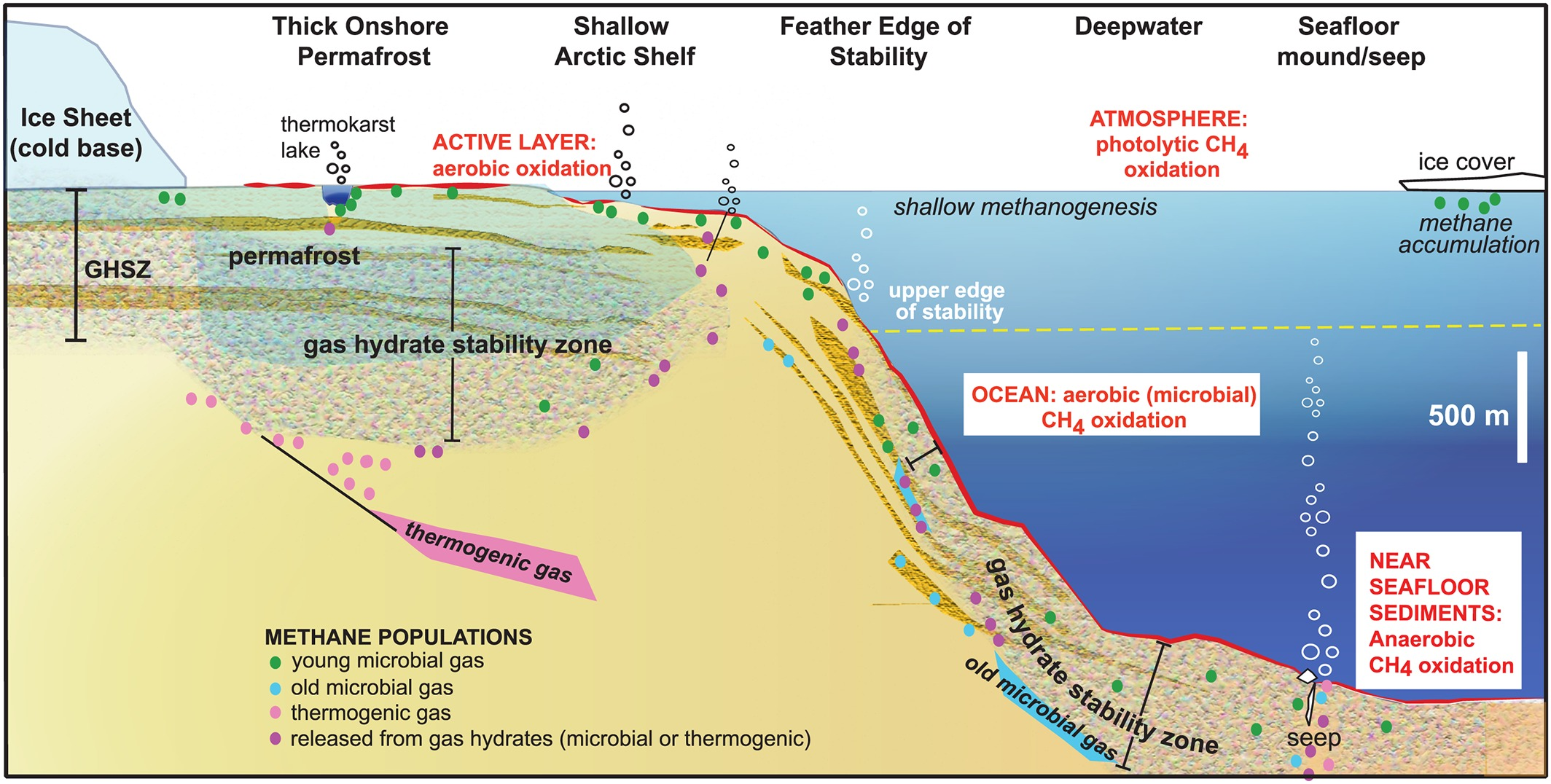
Depósitos de clatratos de metano em diferentes setores

Os clatratos de metano, também conhecidos como hidratos de metano, constituem uma forma de gelo formada a partir de água que contém uma grande quantidade de metano na sua estrutura cristalina. Ter-se-iam formado pelo arrasto de partículas de material vegetal para os rios e depois para os oceanos. Encontraram-se depósitos extremamente grandes de clatratos de metano sob os sedimentos dos fundos oceânicos.
A libertação repentina de grandes quantidades de gás natural destes depósitos, num hipotético efeito estufa descontrolado, poderia ser uma causa de mudanças do clima passadas e futuras. A libertação deste metano "aprisionado" é uma das consequências potenciais do aquecimento global: investiga-se formulando a hipótese de que isto pudesse aumentar a temperatura global por volta de 5 °C adicionais. Isto porque o metano, apesar de a sua vida na atmosfera ser de uns 10 anos, é cerca de 8 vezes mais forte como gás do efeito estufa do que o dióxido de carbono, ao ter um potencial de aquecimento global (GWP) de 63 num prazo de 20 anos e de 23 num prazo de 100 anos. A teoria também prognostica que isto influiria em larga medida no conteúdo de oxigênio disponível na atmosfera terrestre.

## Divulgação da teoria
Em 2002, um documentário da BBC, The Day the Earth Nearly Died ("O dia em que a Terra quase morreu"), resumia algumas descobertas  recentes e especulações com referência ao acontecimento da extinção Permiano-Triássica. Paul Wignall examinou diversos estratos do Pérmico na Groenlândia, onde as camadas de rocha desprovidas de vida marinha têm uma espessura de dezenas de metros; com esta escala expandida pôde julgar a cronologia da deposição sedimentar com mais detalhe, constatando que a extinção inteira durou uns 80 mil anos. Mostrava também três fases distintivas no conteúdo fóssil de plantas e animais.
A extinção parecia ter aniquilado seletivamente a vida marinha e terrestre em tempos diferentes. Dois períodos de extinções de vida terrestre eram separados por uma extinção breve, aguda e quase total da vida marinha. Além disso, o processo parecia lento demais no seu conjunto para poder ser explicado pela teoria do impacto de um asteroide. A relação de isótopos de carbono na rocha, mostrando um aumento gradual de carbono-12 (C12), foi a base para o seu estudo e para a formulação das suas conclusões. Com base nisso, o geólogo Gerry Dickens e o professor da Universidade de Santa Bárbara (Estados Unidos), James Kennet, que deu nome à hipótese, sugeriram como base para trabalhos de pesquisa que a causa do aumento de C12 poderia ter sido a sublimação dos clatratos de metano congelados do fundo marinho, liberando-se assim metano rico em C12 de maneira rápida.
Os experimentos e estudos para avaliar qual seria a subida de temperatura das profundidades marinhas necessária para produzir este fenômeno sugeriram que com uma subida de 5 °C, seria suficiente para que tal acontecesse.
Porém, a maioria dos depósitos de clatratos de metano estão em sedimentos muito profundos e responderiam lentamente; assim a modelagem de Archer (2007) sugere que o metano continuaria a ser um componente menor no efeito de estufa global   Os depósitos de clatratos desestabilizar-se-iam a partir da parte mais profunda das suas zonas de estabilidade, que é tipicamente centenas de metros sob o leito marinho. Um aumento gradual da temperatura do mar aquecendo através dos sedimentos, eventualmente, causaria que o mais profundos e mais marginais clatratos começassem a quebrar. Mas isto levaria um tempo na ordem de milhares de anos.

## Emissões de metano no Ártico
Uma exceção, porém, pode estar nos clatratos existentes no Oceano Ártico, onde podem existir em águas pouco profundas, ao ficarem os clatratos estabilizados por causa das temperaturas mais baixas, em vez de pressões mais elevadas, podendo potencialmente serem marginalmente estáveis, em camadas mais próxima da superfície do mar, tendo uma tampa de permafrost que impede a fuga de metano. Uma pesquisa recente realizada em 2008 no Ártico siberiano demonstrou que milhões de toneladas de metano estavam sendo liberados, aparentemente através de perfurações no permafrost do fundo do mar.
Em setembro de 2008, cientistas que viajavam a bordo de um barco russo afirmaram ter provas de que milhões de toneladas de metano estão escapando para a atmosfera desde os fundos marinhos do Ártico, ao descobrirem intensas concentrações de metano em várias zonas que cobrem milhares de quilômetros quadrados da plataforma continental siberiana.
Esta seria a primeira vez a ser observada uma libertação de metano tão intensa que o gás não tem tempo de se dissolver na água do mar, mas sai para a superfície em bolhas.
| “ | A libertação de metano nessas regiões inacessíveis, parece indicar que a camada de permafrost está começando a perfurar-se, o que permite o escape do gás. Encontramos níveis elevados de metano na superfície do mar e ainda mais em certas profundidades. | ” |